# Вангел Мангов
Вангел Мангов е гръцки комунистически деец от Егейска Македония.

## Биография
Вангел Мангов е роден през 1912 година в костурското село Жупанища. През 1926 година завършва основно образование, а след това учи в Костурската и в Цотилската гимназия, където попада под влиянието на комунистическите идеи и е изключен от гимназията. Участва в предизборна агитация на ГКП през 1933 и 1936 година, заради което е осъден на няколко месеца затвор. През 1939 година е повторно арестуван, измъчван и осъден на 9 месеца затвор по време на управлението на Йоанис Метаксас.
След освобождението си участва във Итало-гръцката война, а след последвалата окупация на Гърция от силите на Оста се присъединява към Народоосвободителния фронт. През 1942 година е арестуван и осъден на 11 месеца затвор заедно с приятелката му и детото му, което умира в затвора. След като излиза от затвора продължава с политическата си агитация и става комисар в Гръцката народна освободителна армия (ЕЛАС). През 1944 година става политически комисар на първи (костурски) батальон в Първа егейска ударна бригада.
През 1946 година е комисар на партизанска единица в Костурско. Властите обявяват награда от 25 милиона драхми за главата му. На 26 март 1947 година е арестуван край Сливенския манастир. При опит за бягство е убит на същия ден в река Бистрица. На следващия ден тялото му е намерено в село Четирок, главата му е отсечена от полицаи и е изпратена в Костур за разпознаване.